# Municipio de Bigelow (Kansas)
El municipio de Bigelow (en inglés: Bigelow Township) es un municipio ubicado en el condado de Marshall en el estado estadounidense de Kansas. En el año 2010 tenía una población de 37 habitantes y una densidad poblacional de 0,38 personas por km².

## Geografía
El municipio de Bigelow se encuentra ubicado en las coordenadas 39°36′30″N 96°31′50″O / 39.60833, -96.53056. Según la Oficina del Censo de los Estados Unidos, el municipio tiene una superficie total de 97.84 km², de la cual 96,39 km² corresponden a tierra firme y (1,49 %) 1,46 km² es agua.

## Demografía
Según el censo de 2010, había 37 personas residiendo en el municipio de Bigelow. La densidad de población era de 0,38 hab./km². De los 37 habitantes, el municipio de Bigelow estaba compuesto por el 100 % blancos. Del total de la población el 0 % eran hispanos o latinos de cualquier raza.